# Melolobium macrocalyx
Melolobium macrocalyx är en ärtväxtart som beskrevs av Dummer. Melolobium macrocalyx ingår i släktet Melolobium och familjen ärtväxter. Inga underarter finns listade i Catalogue of Life.